# Cyclopes didactylus
Pour les articles homonymes, voir Myrmidon, Fourmilier (homonymie) et Cyclope (homonymie).
Espèce
Statut de conservation UICN

 LC  : Préoccupation mineure
Répartition géographique
Cyclopes didactylus, couramment appelé Myrmidon, Fourmilier nain, Petit fourmilier ou Lèche-main (en Guyane), est une espèce de la famille des Cyclopedidae.
Exclusivement arboricole, il a une queue préhensile.

## Répartition
Ce taxon se rencontre dans les pays suivants : Belize, Bolivie, Brésil, Colombie, Costa Rica, Guatemala, Guyana, Guyane, Honduras, Mexique, Nicaragua, Panama, Pérou, Suriname, Trinité-et-Tobago, Venezuela, Équateur.

## Description

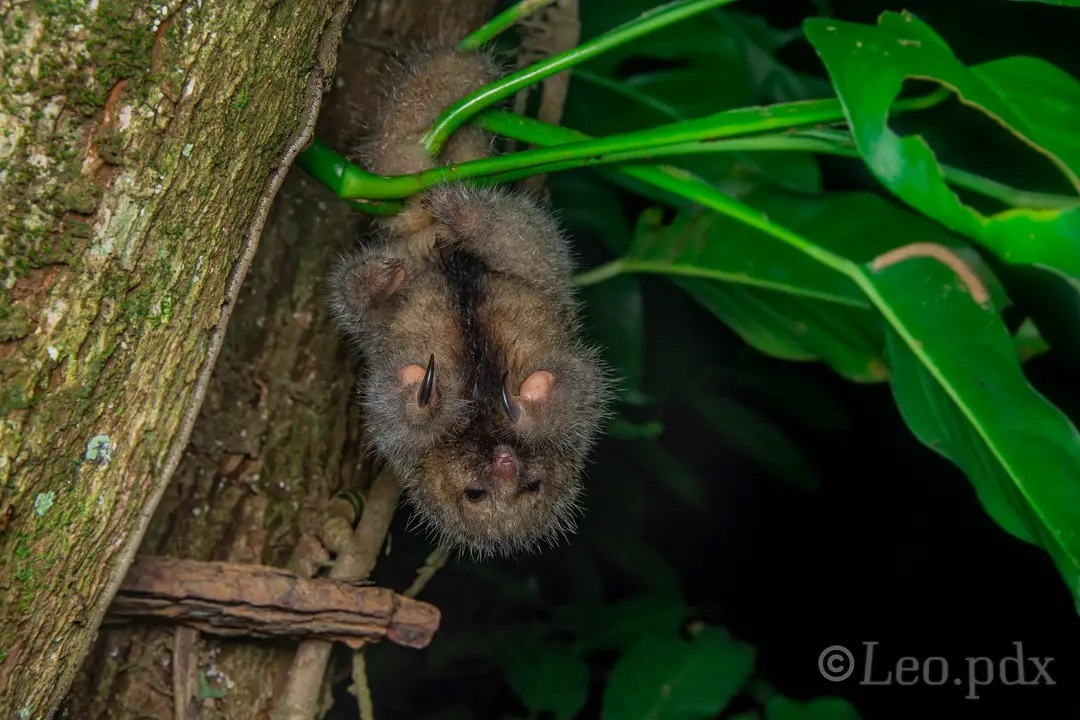
Cyclopes didactylus, en Guyane

Il mesure entre 32 et 52 cm de long, ce qui en fait le plus petit fourmilier. Il est couvert d'une fourrure brun doré. Ses mâchoires sont incurvées de manière à former un tube court, et il se nourrit de termites et d'autres insectes.

## Systématique
Le nom valide complet (avec auteur) de ce taxon est Cyclopes didactylus (Linnaeus, 1758). L'espèce a été initialement classée dans le genre Myrmecophaga sous le protonyme Myrmecophaga didactyla Linnaeus, 1758.
Ce taxon porte en français le nom vernaculaire ou normalisé suivant : Myrmidon didactyle.
Cyclopes didactylus a pour synonymes :
- Cyclopes didactylus subsp. didactylus
- Cyclopes didactylus subsp. melini Lönnberg, 1928
- Myrmecophaga didactyla Linnaeus, 1758
- Myrmecophaga monodactyla Kerr, 1792
- Myrmecophaga unicolor Desmarest, 1822

### Liste des sous-espèces
Selon Mammal Species of the World (version 3, 2005)  (26 décembre 2023) :
- sous-espèce Cyclopes didactylus catellus
- sous-espèce Cyclopes didactylus didactylus
- sous-espèce Cyclopes didactylus dorsalis
- sous-espèce Cyclopes didactylus eva
- sous-espèce Cyclopes didactylus ida
- sous-espèce Cyclopes didactylus melini
- sous-espèce Cyclopes didactylus mexicanus